# Chionaema quadripartita
Chionaema quadripartita är en fjärilsart som beskrevs av Alfred Ernest Wileman 1910. Chionaema quadripartita ingår i släktet Chionaema och familjen björnspinnare. Inga underarter finns listade i Catalogue of Life.